# Рингтон

Знаменитая мелодия Nokia из композиции «Gran Vals» Франсиско Тарреги

Рингто́н (англ. ring - звонок, tone - музыкальное ударение) — звук, мелодия, воспроизводимая на сотовом телефоне для оповещения о входящем вызове или входящем текстовом сообщении. Различные модели сотовых телефонов и смартфонов могут воспроизводить в качестве рингтона звуки или мелодии — начиная от простых одноголосых трелей до полифонических мелодий или любой звуковой записи в виде звукового файла. Продажа рингтонов и загрузка их на телефоны пользователями сотовых сетей превратилась в одно из доходных направлений е-бизнеса.

## История
Американская телефонная компания AT&T ещё в первых моделях своих стационарных телефонов предлагала семь различных комбинаций звукового оповещения поступающего телефонного сигнала: для того чтобы была возможность различать от какого телефона в помещении исходит звонок, если их несколько, а некоторые сигналы — для слабослышащих людей.
Первые сотовые телефоны могли воспроизводить только монофонические мелодии звонка. Финская компания Nokia создала для своих телефонов несколько мелодий, которые были зашифрованными азбукой Морзе сообщениями.

## Программы для создания рингтонов
Собственный рингтон можно создать, используя музыку в различных форматах, которая имеется у пользователя на его персональном компьютере. Программы для создания рингтонов обычно совмещают функции редактирования музыки, конвертации в формат рингтона и отправки созданного рингтона на мобильный телефон.
- Редактирование — В минимальный набор функций обычно входят возможности определения границ рингтона, скорости нарастания громкости звука в начале фрагмента и затухания в конце.
- Конвертация — для удобства конвертации в формат рингтона некоторые программы имеют базу сотовых телефонов. Найдя в этой базе свой телефон, пользователь далее может выбрать один из форматов, которые поддерживает его модель.
- Отправка — созданный рингтон может быть отправлен на телефон различными способами: используя USB-кабель, bluetooth или IrDA соединение, с помощью e-mail или через Интернет.

## Типы рингтонов
- Монофонические — телефон воспроизводит набор нот, не более одной ноты за раз.
- Полифонические — телефон воспроизводит несколько нот одновременно. Примерами форматов такого рингтона являются — MIDI, MMF(SMAF).
- Реалтон — воспроизводится записанная в цифровом формате музыка. Примеры форматов этого типа рингтонов: AAC, M4A, WMA, MP3, Ogg[неоднозначно] и другие.

## Форматы кодирования рингтонов
- MP3 — формат, поддерживаемый большинством современных мобильных телефонов.
- MID или MIDI, MMF(SMAF) — форматы, особенно популярные во времена полифонических мелодий.
- AAC, M4R — форматы, используемые в смартфонах Apple iPhone.